# Pieni Koskelosaari
Pieni Koskelosaari är en ö i Finland. Den ligger i sjön Suolijärvi och i kommunen Puolango i den ekonomiska regionen  Kehys-Kainuu  och landskapet Kajanaland, i den centrala delen av landet, 600 km norr om huvudstaden Helsingfors. Öns största längd är 30 meter i nord-sydlig riktning.